# سدریک زسیژه
سدریک زسیژه (انگلیسی: Cédric Zesiger؛ زادهٔ ۲۴ ژوئن ۱۹۹۸) بازیکن فوتبال اهل سوئیس است.
از باشگاه‌هایی که در آن بازی کرده‌است می‌توان به باشگاه فوتبال نوشاتل زاماکس اشاره کرد.
وی همچنین در تیم‌های ملی فوتبال Switzerland national under-18 football team, Switzerland national under-19 football team, Switzerland national under-20 football team، زیر ۲۱ سال سوئیس، و سوئیس بازی کرده‌است.